# Маньчжурские шахматы
Маньчжурские шахматы (кит. 满洲棋, пиньинь Mǎnzhōuqí) — вариант сянци (китайских шахмат) времён империи Цин, созданные знаменосцами.

## История
Маньчжурские шахматы являлись одной из самых популярных среди знаменосцев настольных игр. Считается, что красная колесница символизирует изображение солдат солонов, которые были храбрыми и закалёнными в боях во время маньчжурского завоевания Китая.

## Правила
Фигуры чёрных расставлены и двигаются так же, как и в сянци, но у красных отсутствуют кони, пушки и одна из колесниц. Оставшаяся колесница имеет объединённые свойства колесницы, пушки и коня. Хотя у чёрных, кажется, есть преимущество, эффективность красной колесницы может внезапно привести к эндшпилю с преимуществом красных, если чёрные не будут играть осторожно.